# مزققة الدببة
مزققة الدببة (الاسم العلمي:Ascobolus ursinus) هي نوع من الفطريات تتبع جنس المزققة من الفصيلة المزققية.